# Nuakata
Nuakata ist eine vulkanische Insel in der Goschen-Strait, einer Meeresstraße der südlichen Salomonensee, gelegen 18 km südwestlich der Insel Normanby und 14 km südöstlich dem East Cape, der südöstlichsten Spitze der Insel Neuguinea.
Etwa 2 km östlich der unregelmäßig geformten Insel Nuakata liegen die kleinen unbewohnten Inseln Boirama und Diawari.
Zur Volkszählung 2000 hatte die Insel 493 Einwohner in 94 Haushalten, alle im gleichnamigen Dorf Nuakata.
Verwaltungsmäßig gehört die Insel zur Maramatana Rural LLG (Local Level Government) Area im Distrikt Alotau der Milne Bay Province.